# Friedrich Christian Flick
Friedrich Christian Flick (* 19. September 1944 in Sulzbach-Rosenberg, Oberpfalz) ist ein deutscher Jurist, Unternehmer und Kunstsammler.

## Leben
Friedrich Christian „Mick“ Flick wurde als Sohn von Otto-Ernst Flick und seiner Frau Barbara geb. Raabe, Tochter von Karl Raabe, geboren. Sein Großvater war der Konzerngründer Friedrich Flick. Nach dem Besuch der Volksschule in Starnberg übersiedelte die Familie nach Düsseldorf, wo Friedrich Christian Flick 1964 am Comenius-Gymnasium Abitur machte. Zu dieser Zeit kam er erstmals mit zeitgenössischer Kunst in Berührung, die mit Richter, Polke, Lüpertz oder Uecker in Düsseldorf herausragend vertreten war.
Obwohl ihn schon damals die Künstlerszene faszinierte, widmete er sich zunächst einer kaufmännischen Karriere, volontierte in den Vereinigten Staaten bei verschiedenen Banken und arbeitete schließlich – nach dem Jura-Studium in München und Promotion zum Dr. jur. in Hamburg – für den Glühlampen-Konzern Osram. 1972 trat Flick als Gesellschafter in die Friedrich Flick Kommanditgesellschaft ein, wo er die Tätigkeit eines Geschäftsführers übernahm. 1975 trennte er sich von seiner Beteiligung und zog nach Aufenthalten in den USA und England schließlich in die Schweiz, wo er seither als Geschäftsmann und Kunstsammler tätig ist. In Gstaad besitzt er ein Chalet.
Seine Sammlung moderner Kunst, die „Friedrich Christian Flick Collection“, gilt als eine der herausragenden zeitgenössischen Kollektionen der Welt. Sie umfasst rund 2500 Werke von 150 Künstlern des 20./21. Jahrhunderts und war seit 2004 für zunächst sieben Jahre im Hamburger Bahnhof – Museum für Gegenwart in Berlin zu sehen. Herzstück der Sammlung bildet ein umfangreicher Werkblock von Bruce Nauman, weitere Schwerpunkte stellen der Minimalismus und die Videokunst dar. Die Ausstellung ist umstritten, weil die Gelder, von denen die Kunstwerke gekauft wurden, auch durch Zwangsarbeiter in Rüstungsbetrieben während der Zeit des Nationalsozialismus erwirtschaftet wurden. Im April 2005 zahlte Friedrich Christian Flick erst nach massiver Kritik fünf Millionen Euro, 1 % seines geschätzten damaligen Privatvermögens, an den Zwangsarbeiterfonds Stiftung „Erinnerung, Verantwortung und Zukunft“.
Im Februar 2008 schenkte Flick 166 Werke zeitgenössischer Kunst (Teile seiner Sammlung; unter anderem Arbeiten von Nam June Paik, John Cage, Dan Graham, Isa Genzken, David Weiss, Stan Douglas, Andreas Hofer, Bruce Nauman und Candida Höfer) der Stiftung Preußischer Kulturbesitz als Träger für den Hamburger Bahnhof – Museum für Gegenwart.
Im Rahmen der Ermittlungen zur Steueraffäre Swiss-Leaks wurde 2014 entdeckt, dass Flick über Briefkastenfirmen etwa 60 Millionen Euro in der Schweizer Tochterbank von HSBC versteckt hat.

## Privates
Seine erste Ehe 1978 mit dem spanischen Topmodel Andrea de Portago war von kurzer Dauer und blieb kinderlos. Für Schlagzeilen in den Klatschspalten sorgte 1985 seine Heirat mit Maya Felicitas Gräfin von Schönburg-Glauchau (1958–2019), der älteren Schwester von Gloria von Thurn und Taxis. Die Ehe ging nach acht Jahren in die Brüche. Die drei Kinder (zwei Söhne und eine Tochter : * 1986 Alexander, * 1988 Moritz, * 1989 Pilar), blieben bei der Mutter, die eine millionenschwere Abfindung erhielt. Flick wohnt in der Schweiz.
Gert-Rudolf Flick ist sein Bruder, der Unternehmer Friedrich Karl Flick war sein Onkel.

## Stiftung
Friedrich Christian Flick gründete 2001 die private F. C. Flick Stiftung gegen Fremdenfeindlichkeit, Rassismus und Intoleranz mit Sitz in Potsdam.